# Лицей № 1 (Инта)
Лицей № 1 г. Инты — общеобразовательное учреждение, расположенное в городе Инте республики Коми. Ранее Лицей носил название «Академическая гимназия» по аналогии с Академической гимназией г. Санкт-Петербурга, но с 2008 года изменил свой статус.

## Образовательная концепция
Целью деятельности педагогического коллектива лицея, состоящего из 26 человек, является обучение и воспитание учащихся, способных к активному интеллектуальному труду, формирование личности, готовой к творческой и исследовательской деятельности в различных областях наук. Педагогический коллектив на 93 % представлен учителями Высшей и Первой квалификационных категорий.
Прием в лицей осуществляется с 5-го класса. С 8-го класса введено профильное обучение по двум направлениям: физико-математическому и химико-биологическому. Классы формируются из числа учащихся общеобразовательных школ города по результатам конкурсного отбора. Характерной особенностью профильного обучения в лицее является реализация программ углубленного изучения таких предметов, как физика, математика, химия, биология.
Допрофессиональное обучение реализуется на занятиях «Химик-лаборант учебного кабинета», «Оператор ПЭВМ», «Машинопись и делопроизводство». Материально-техническая база лицея обновляется в соответствии с социально-экономическими условиями и информационным пространством общественной жизни. В обучении максимально используются возможности видео и множительной техники, информационно-ресурсного центра мультимедийного оборудования.
Технология ведения учебных занятий максимально приближена к вузовской: уроки ведутся в основном парами, с 8 класса во время зимней и летней сессии учащиеся сдают экзамены и зачёты, результаты которых заносятся в зачетные книжки.

## Достижения
Лицей, а до него Академическая гимназия, дважды становились лауреатами конкурса инновационных школ, проводимого в рамках Приоритетного национального проекта «Образование» (в 2007 и 2008 годах). В 2011 году лицей стал финалистом III Всероссийской Олимпиады по интеллектуальной собственности в номинации «Лучшая интеллектуальная школа России».
Лицей ежегодно занимает призовые места в городском этапе всероссийской олимпиады школьников, оставаясь одним из ведущих учебных заведений города. Среди выпускников лицея двоим была присуждена президентская премия для поддержки талантливой молодежи: Химий Борису и Лисовскому Степану.

## Взаимодействие сВУЗами
В течение многих лет лицей сотрудничает со специалистами вузов: МФТИ, СПбГУ, СыктГУ, КГПИ, Московского открытого лицеея "Всероссийская заочная многопредметная школа (дистанционное обучение). Учащиеся получают уникальную возможность ознакомиться с системой преподавания в высших учебных заведениях, посещать лекции и лабораторные занятия, проводимые специалистами высшей школы, получать индивидуальные консультации. Учащиеся 10-х классов на зимних каникулах проходят обучение в «Зимней школе» на базе Академической гимназии при СПбГУ; восьмиклассники и девятиклассники являются слушателями спецкурсов «Философские и нравственные основы Библии», «Логика», разработанных на кафедре философии и культурологии СыктГУ.